# Surcouf (1993)
Surcouf (F711) – francuska fregata rakietowa typu La Fayette wchodząca w skład Marynarki Wojennej Francji. Swoją nazwę okręt otrzymał na cześć Roberta Surcoufa, znanego korsarza.
Okręt został zbudowany w stoczni wojennej w Lorient w 1993 roku. Oficjalnie fregata weszła w skład marynarki, 7 lutego 1997 roku. Okręt brał udział w wielu operacjach oraz misjach morskich w tym m.in. w operacji Antilope w Gabonie, Trident w Kosowie oraz misji Khor Anga w Dżibuti.
14 października 2004 fregata asystowała panamskiemu statkowi transportowemu, "Sara 2" po tym jak osiadł na mieliźnie. Pomoc marynarzom zapewnił śmigłowiec Panther służący jako wsparcie lotnicze na fregacie "Surcouf".
Główną bazą domową okrętu jest śródziemnomorski port Tulon na południu Francji.

## Uzbrojenie
Okręt jest uzbrojony w wyrzutnie pocisków przeciwlotniczych Crotale oraz przeciwokrętowych Exocet. Oprócz tego fregata jest wyposażona w działo kaliber 100 mm oraz dwa działka kaliber 20 mm. Wsparcie lotnicze zapewnia jeden śmigłowiec którym najczęściej jest model Eurocopter Panther lub NHI NH90.

## Galeria

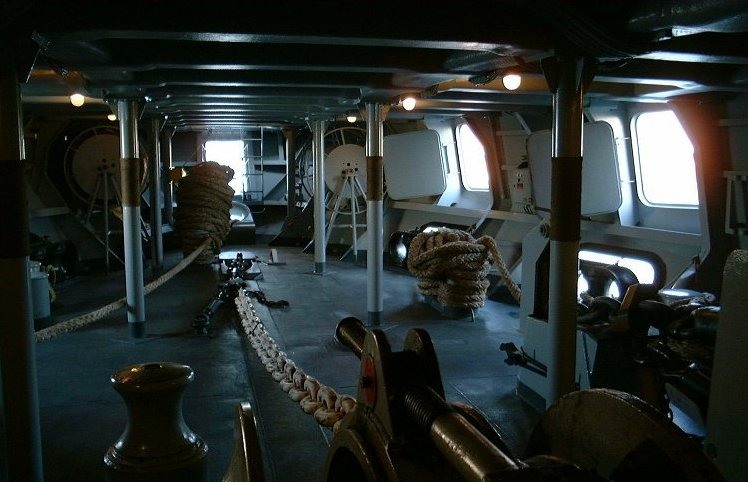
Doki fregaty "Surcouf"
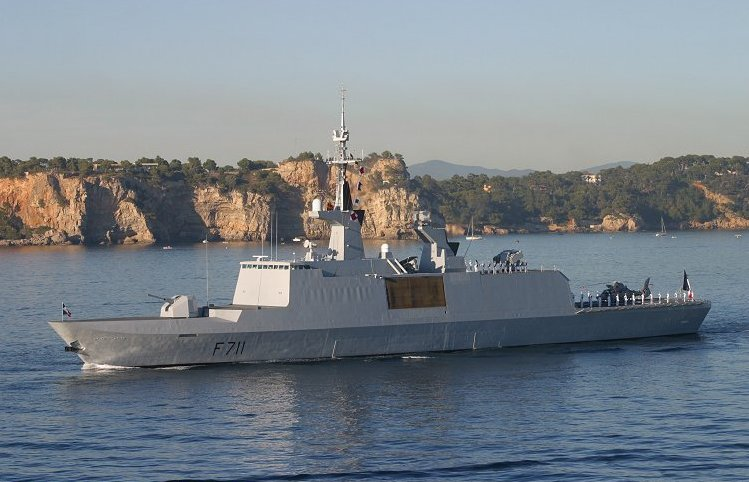
"Surcouf" wpływa do portu w Tulonie
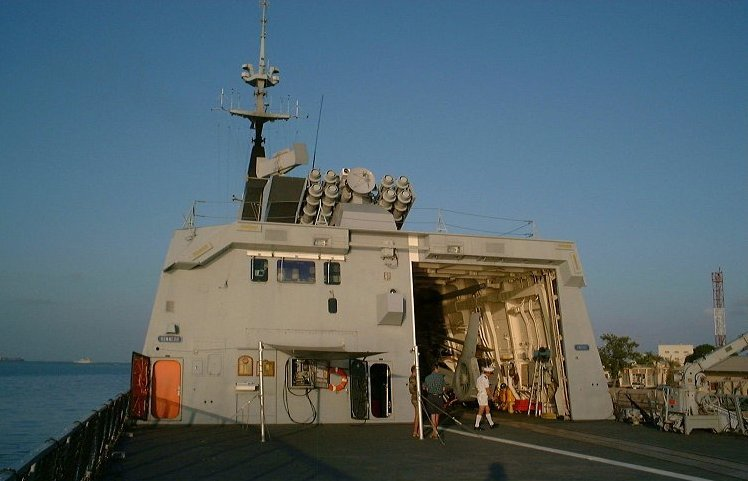
Hangar lotniczy na okręcie
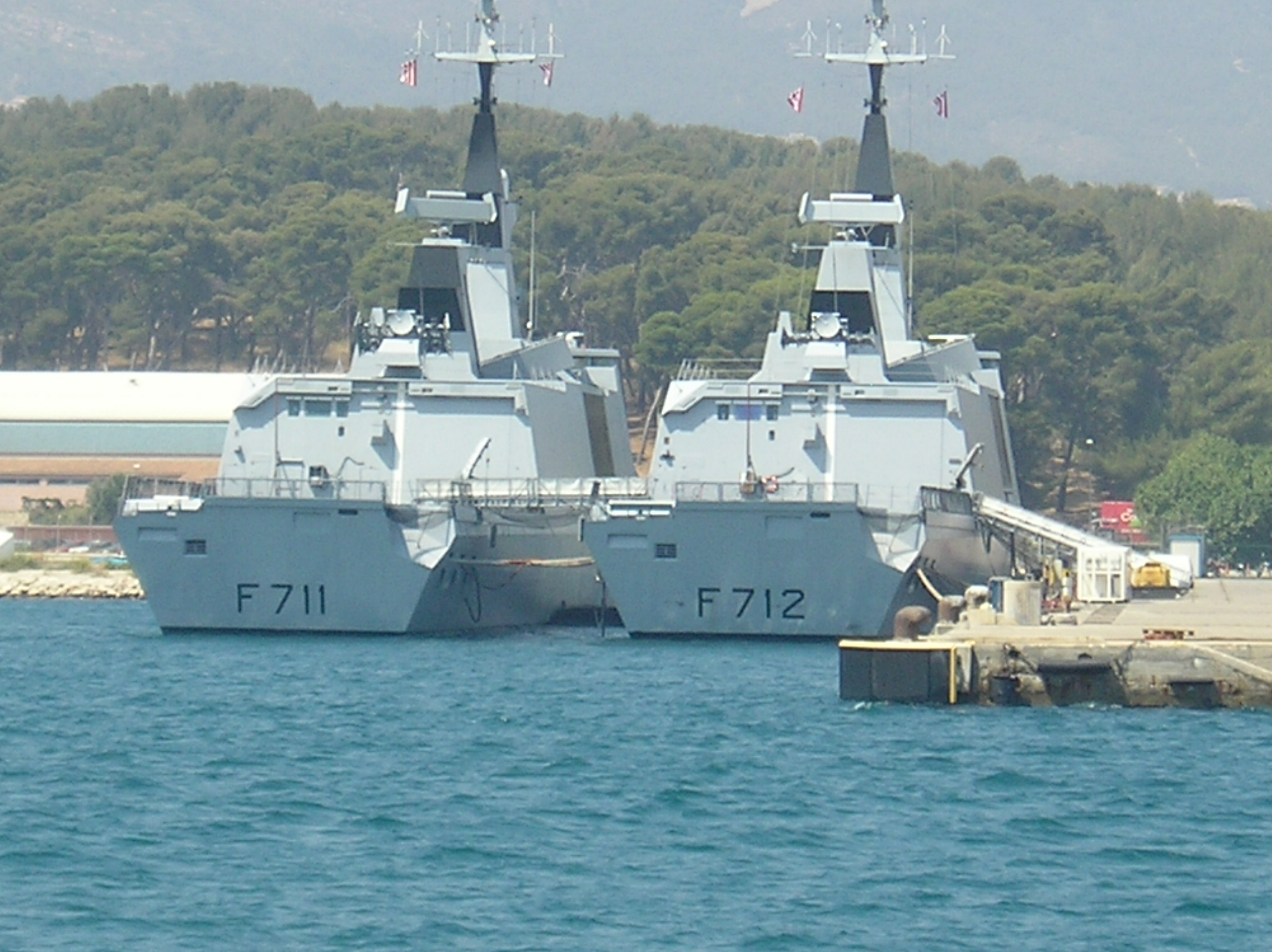
Fregata "Surcouf" obok stacjonuje fregata "Courbet"
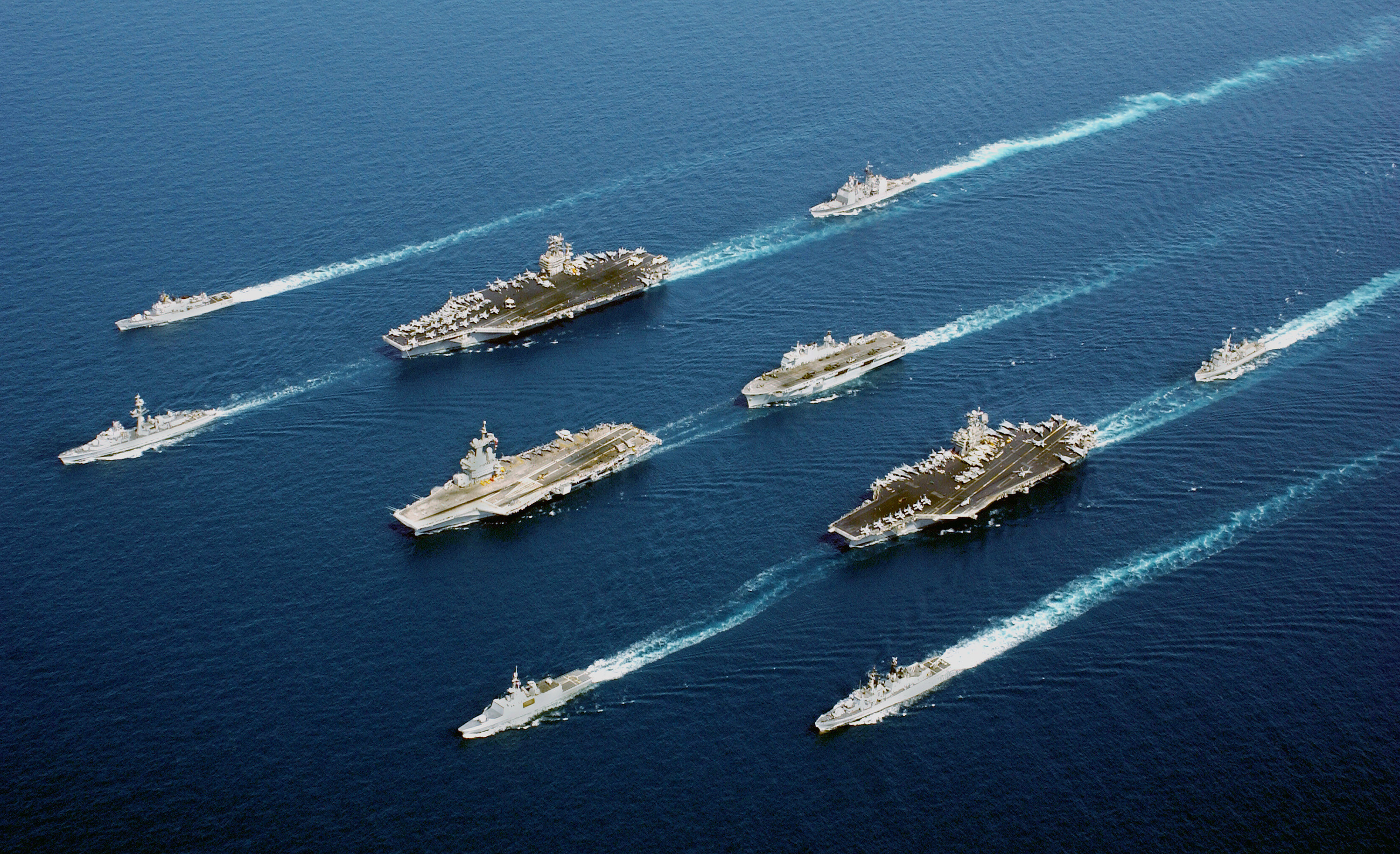
"Surcouf" podczas operacji Enduring Freedom